# Śrem
Śrem é um município da Polônia, na voivodia da Grande Polônia e no condado de Śrem. Estende-se por uma área de 12,37 km², com 29 979 habitantes, segundo os censos de 2016, com uma densidade de 2423,5 hab/km².